# Archie Andrews
Archie Andrews è un personaggio immaginario protagonista di diverse serie a fumetti pubblicate negli Stati Uniti d'America dalla Archie Comics. Il personaggio venne ideato nel 1941 ed ebbe nel tempo molto successo tanto da comparire in decine di testate per oltre cinquant'anni. Il successo del personaggio e delle serie a fumetti portò alla produzione di trasposizioni radiofoniche e televisive e fu tale da divenire un nome molto comune fra i giovani.

## Storia editoriale
Il personaggio venne creato da Bob Montana ed esordì a dicembre 1941 nel n. 22 della serie Pep Comics per poi passare, l'anno seguente, su una testata dedicata, Archie Comics (Vol. 1), esordita a fine 1942 e proseguita fino al 2015 quando ne venne iniziata un'altra omonima, Archie Comics (Vol. 2), edita fino al 2018 quando venne poi ripresa la prima, proseguendone la numerazione. Anche alcuni comprimari come Betty e Veronica hanno avuto delle serie dedicate dagli anni cinquanta.

## Caratterizzazione del personaggio
Archie Andrews è un ragazzo coi capelli rossi e lentiggini, tipicamente americano, sempre impegnato con amici in feste studentesche, gite scolastiche e lavoretti. Le ambientazioni e i generi variano molto, passando anche dal western, all'horror, ma sempre con toni da commedia. Anche se i toni sono sempre molto leggeri, la serie tiene conto della realtà sociale documentando usi e costumi degli adolescenti americani.

## Biografia del personaggio
Archibald "Archie" Andrews è l'unico figlio di Mary e Fred Andrews. Suo padre lavora come dirigente aziendale di medio livello. La sua vita è rivelata nelle storie del "Piccolo Archie" quando aveva un cane chiamato Vegas. Archie vive a Riverdale, dove frequenta la Riverdale High School.
Archie è un tipico adolescente di provincia. La sua cotta principale è Veronica Lodge, ma è anche affezionato a Betty Cooper, formando il triangolo amoroso alla guida di molte delle trame del fumetto. Ha le migliori intenzioni, ma spesso entra in conflitto con il ricco padre di Veronica, Hiram Lodge, e il preside di Riverdale High, Waldo Weatherbee. Come cantante principale della band The Archies, Archie si esibisce con Betty e Veronica, il suo amico Reggie Mantle, che lo combatte per il cuore di Veronica, e il suo migliore amico Jughead Jones.
Mary e Fred Andrews sono di origini scozzese. Il nonno paterno di Archie, Andy Andrews, emigrò negli Stati Uniti dalla Scozia e fece amicizia con l'antenato russo di Moose Mason (un compagno di scuola di Archie), che era emigrato nello stesso periodo. Archie è stato raffigurato indossando il tradizionale kilt dei suoi antenati.
La serie Little Archie, pubblicata tra il 1956 e la metà degli anni '90, racconta le avventure del pre-adolescente Archie e dei suoi amici durante la scuola elementare.
La rinascita del 2010 della serie Life with Archie racconta due linee narrative parallele alternate in cui Archie sposa sia Veronica sia Betty.
Al di fuori degli appuntamenti, Archie ama molto lo sport. Gioca a baseball, basket e football americano per le squadre della Riverdale High. Sebbene spesso non sia un atleta come Moose Mason, Chuck Clayton o Reggie Mantle, si dimostra un membro prezioso del team scolastico. Gli allenatori Kleats e Clayton lo apprezzano sia per le sue capacità atletiche che per il suo spirito di squadra. Tuttavia, le abilità atletiche di Archie variano da una storia all'altra, a causa della sua frequente goffaggine. Ha anche la tendenza a prestare più attenzione alle cheerleader che al suo modo di giocare. Per questo motivo, il Coach Kleats spesso cerca di evitare di ricorrere all'uso di Archie in campo.
Le automobili sono uno degli hobby di Archie ed è appassionato della sua auto. Per decenni, è stato mostrato alla guida di una jalopy Ford Model T del 1916 chiamata "Betsy". La jalopy di Archie è stata distrutta definitivamente nel numero 238 di Life With Archie, pubblicato nel 1983. Nei nuovi fumetti guida una Ford Mustang a metà degli anni '60, che è più contemporanea nell'aspetto, ma ancora inaffidabile e incline a guasti. Archie Digest 239, pubblicato nell'ottobre del 2007, includeva una nuova storia in cui il solo ed unico Mr. Lodge possedeva un'auto d'epoca che aveva una forte somiglianza con la jalopy di Archie. La storia parlava del nonno di Archie che, da adolescente, appariva e si vestiva come Archie degli anni '40. Risultò che possedeva la stessa jalopy che Mr. Lodge possiede ora.
The Archies è una garage band contenente Archie (voce solista e chitarrista solista), Reggie (bassista o chitarrista), Veronica (voce e tastiera), Betty (voce e tamburello) e Jughead (batteria). Archie fondò il gruppo. Sebbene non sia famoso come Josie e The Pussycats, la band suona numerosi concerti e ha una certa notorietà. Nella serie di Little Archies, la band inizia a formarsi, anche se Archie, Betty, Jughead, Reggie e Veronica iniziano a suonare diversi tipi di canzoni.

### Morte di Archie
72 anni dopo la prima apparizione del personaggio, nell'aprile del 2014, Archie Comics annunciò che l'Archie adulto sarebbe stato ucciso nel numero di luglio 2014 (n. 36) di Life with Archie, mentre l'adolescente Archie avrebbe continuato nell'altro fumetto. Archie muore quando viene colpito allo stomaco mentre salva il suo amico, il senatore Kevin Keller. La storia è scritta in modo da terminare entrambe le trame, senza impegnarsi a dire quale ragazza Archie abbia sposato (Veronica o Betty), e contiene diversi flashback al Piccolo Archie. Il numero finale (n. 37) è ambientato un anno dopo la morte di Archie. Tutti i suoi amici lo commemorano e la Riverdale High School viene ufficialmente ribattezzata Archie Andrews High School in suo onore. La storia si conclude con Jughead, proprietario del Choklit Shop, che serve una coppa di gelato a tre bambini che assomigliano ad Archie, Betty e Veronica.

## Personaggi comprimari

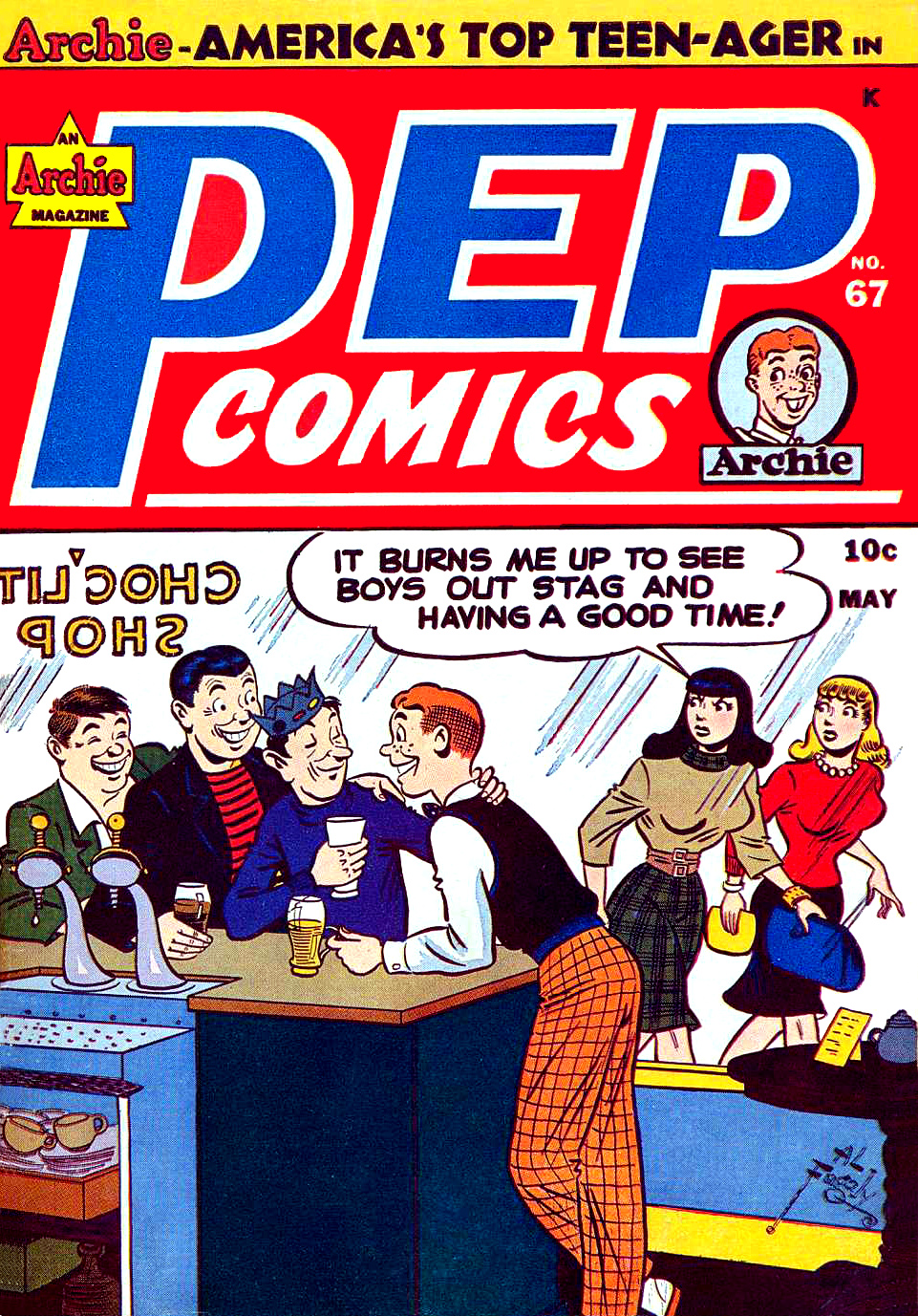
Archie e i suoi amici sulla copertina di Pep n. 67 (maggio 1948), disegni di Al Fagaly

Le avventure di Archie (da cui prende il nome la casa editrice) e della sua compagnia di amici si svolgono nell'immaginaria città di Riverdale. I principali personaggi della serie sono:
- Archie Andrews: ragazzo dai capelli rossi, è il tipico teenager. Frequenta il liceo, ama lo sport e gli appuntamenti. A volte è imbranato, ma ha buon cuore e buone intenzioni. Si innamora piuttosto facilmente ed il suo triangolo amoroso dove è conteso tra Betty e Veronica è il tema principale della serie.
- Betty Cooper: amica d'infanzia di Archie, è innamorata di lui e spesso si sente in secondo piano rispetto a Veronica, ma in realtà Archie le ama in egual misura. È una brava studentessa, sa cucinare ed è anche brava nella meccanica. Ha un animo gentile, sempre disponibile ad aiutare gli altri.
- Veronica Lodge; figlia dell'uomo più ricco di Riverdale, è una ragazza dai capelli neri, bella ed attraente, che non ha problemi a sfoggiare il suo aspetto fisico. Inizialmente è piuttosto vanitosa e viziata, ma il suo carattere migliorerà col tempo. Lei e Betty sono amiche, ma questo non le ferma dal cercare di ottenere l'amore di Archie. Tuttavia, in alcuni frangenti, Veronica ha mostrato interesse anche per altri ragazzi. A volte viene chiamata dagli amici "Ronnie" o "Ron".
- Jughead Jones: Miglior amico di Archie, è un ragazzo la cui unica ossessione è il cibo. Di indole pigra e tendente al sarcasmo, spesso aiuta Archie a tirarsi fuori dai guai. Non ha alcun interesse per le ragazze e spesso ignora i tentativi di conquistarlo da parte della studentessa "Big" Ethel Muggs. Spesso indossa la sua iconica corona grigia. Ha un cane chiamato "Hot Dog" con cui ha molte cose in comune.
- Reggie Mantie: È il rivale di Archie per le attenzioni di Veronica. È un ragazzo piuttosto egocentrico che ama fare scherzi. Nonostante sia geloso di Archie, i due in fondo sono amici.
- Cheryl Blossom: Bella ragazza dai capelli rossi, prorompente e manipolativa, spesso attira l'attenzione di tutti i ragazzi della città. Per un certo periodo è stato il terzo interesse amoroso di Archie prima di ottenere una sua serie personale. Ha un gemello di nome Jason.
- Moose Mason e Midge Klump: Coppia di fidanzatini: Moose è un ragazzo muscoloso e atletico, ma scarso di cervello e per questo facilmente manipolabile. Diventa estremamente geloso se qualcuno anche solo si rivolge a Midge. La ragazza tuttavia, seppur seccata, lo ama lo stesso.
- Dilton: Il nerd del gruppo. È un ottimo studente, molto amato dai professori, ed un bravo inventore.
- Hiram Lodge: Un industriale, è l'uomo più ricco della città e padre di Veronica. Non ha molta simpatia per Archie, ma ne riconosce le buone qualità e quindi non si oppone all'interesse per lui di Veronica.
- Mr. Waldo Weatherbee. Preside della scuola, è un ex-marine. È piuttosto obeso e senza capelli. Spesso finisce vittima dei guai causati da Archie.
- Miss Geraldine Grundy: Insegnante di musica del liceo per un periodo.

## Altri media

### Radio

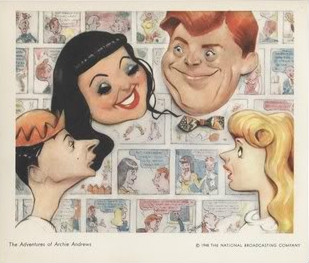
Archie e il cast: The Adventures of Archie Andrews, 1947.

I personaggi di Montana sono stati ascoltati alla radio nei primi anni '40. Archie Andrews ha iniziato a lavorare sulla NBC Blue Network il 31 maggio 1943, è passato a Mutual nel 1944, e poi ha continuato la sua attività radiofonica dal 1945 al 5 settembre 1953. Il presentatore originale del programma era Kenneth Banghart, seguito da Bob Shepard (durante il Stagione 1947-48, quando Swift e Company sponsorizzarono il programma) e Dick Dudley. Archie fu interpretato per la prima volta da Charles Mullen (1943-1944), Jack Grimes (1944) e Burt Boyar (1945), con Bob Hastings (1945-1953) come personaggio principale durante gli anni della NBC. Jughead è stato interpretato da Hal Stone, Cameron Andrews e più tardi da Arnold Stang. Stone in seguito scrisse della sua carriera radiofonica nella sua autobiografia, Relax... Archie! Re-Laxx! (Bygone Days Press, 2003). Durante la corsa alla NBC, Rosemary Rice interpretava Betty, Gloria Mann interpretava Veronica, Alice Yourman interpretava la madre di Archie, Mary Andrews e Arthur "Art" Kohl era il padre di Archie, Fred Andrews.

### Televisione

#### Animazione
- Archie Andrews è apparso in Archie e Sabrina (The Archie Show), una serie di cartoni animati del 1968 prodotta da Filmation. È anche apparso nei vari spin-off prodotti nello stesso formato dal 1969 al 1977: Archie's TV Funnies, The US of Archie e altri. È stato doppiato da Dallas McKennon in originale e da Sergio Luzi in italiano.
- Archie Andrews è apparso in Zero in condotta (The New Archies) una rivisitazione del 1987 di Archie e della banda. Archie è stato interpretato come un pre-adolescente alle medie. È stato doppiato da J. Michael Roncetti in originale e da Francesco Bulckaen in italiano.
- Archie Andrews è apparso in Gli strani misteri di Archie (Archie's Weird Mysteries), con la voce di Andrew Rannells in originale e da Simone D'Andrea in italiano. Questa versione è un giornalista che lavora per il giornale della scuola, coinvolto in terrificanti avventure a Riverdale.

#### Live action
- Il 6 maggio 1990, la NBC trasmise in telecronaca Archie: To Riverdale e Back Again, un film per la televisione (e il successivo libro a fumetti) che ritraggono i personaggi da adulti 15 anni dopo il diploma di high school. Christopher Rich ha interpretato Archie Andrews.KJ Apa interpreta Archie Andews in Riverdale.

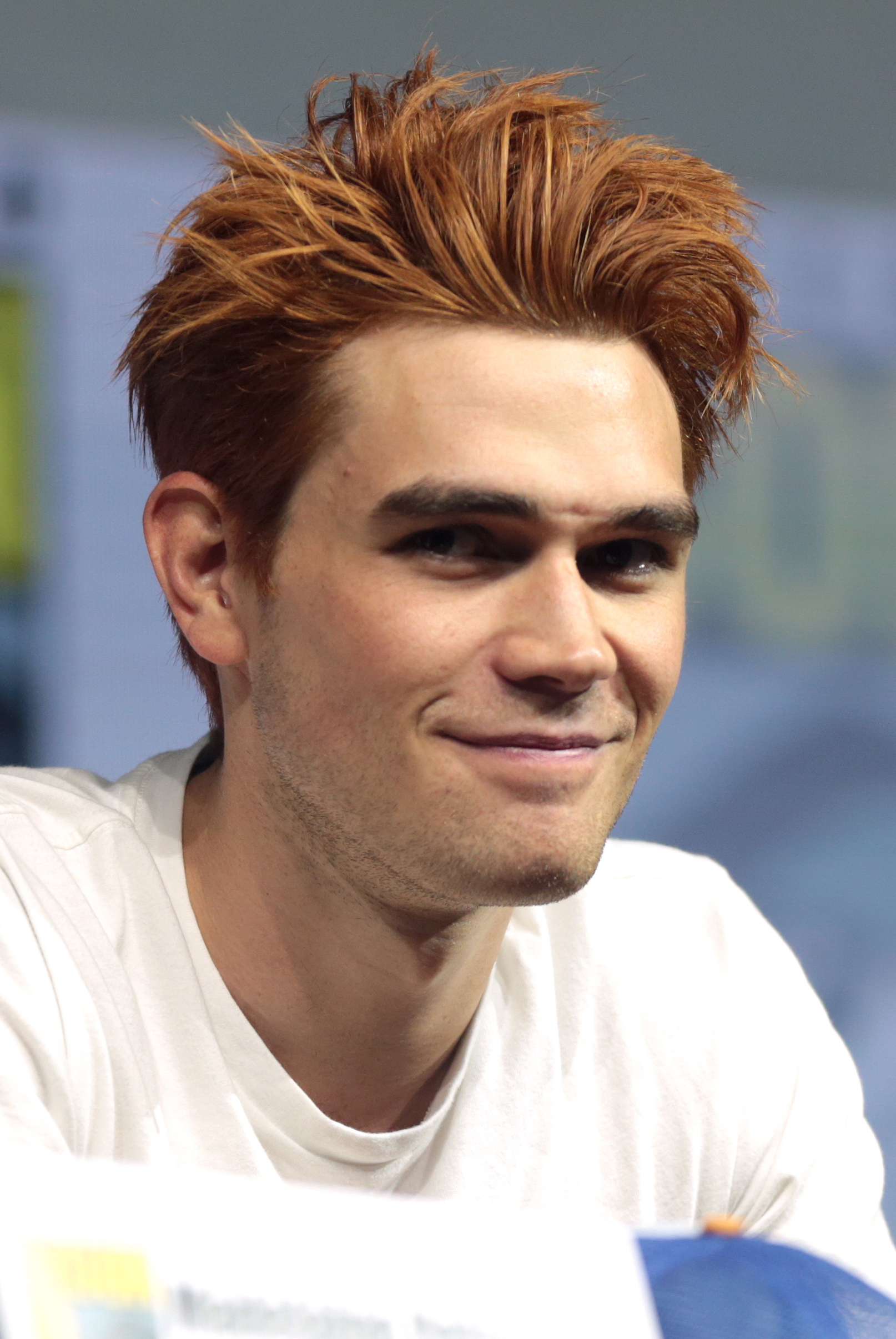
KJ Apa interpreta Archie Andews in Riverdale.

- Archie appare in Riverdale, una serie drammatica per The CW con KJ Apa protagonista del personaggio.[6][7][8]

### Film

#### Animazione
- Archie Andrews è apparso in The Archies in Jugman, doppiato da Andrew Rannells. Il film è stato pubblicato direttamente e si svolge dopo gli strani misteri di Archie .

## Merchandising
Il personaggio di Archie appare come personaggio nel gioco per cellulari Crossy Road.